# Ján Mucha
Ján Mucha (* 5. Dezember 1982 in Belá nad Cirochou, Tschechoslowakei (heute Slowakei)) ist ein ehemaliger slowakischer Fußballspieler. Er ist Torwart im slowakischen Fußballnationalteam und bei Bruk-Bet Termalica Nieciecza unter Vertrag.

## Karriere

### Verein
Ján Mucha begann mit dem Fußballspielen bei Slovan Belá nad Cirochou in seinem Geburtsort. Über die Stationen MŠK Snina und AŠK Inter Bratislava kam er 2002 als 20-Jähriger zum slowakischen Spitzenklub MŠK Žilina. Hier wurde er zweimal slowakischer Meister und gewann auch den slowakischen Supercup. 2005 wechselte er nach Polen zum dortigen Topklub Legia Warschau. In seinen ersten beiden Saisons war er hinter Łukasz Fabiański noch die Nummer 2. Zur Saison 2007/08 wurde er Stammtorhüter und einer der besten Torhüter der polnischen Ekstraklasa. 2010 wechselte er in die englische Premier League zum FC Everton, dort kam in drei Jahren wettbewerbsübergreifend nur zehnmal zum Einsatz und war Ersatzmann für den langjährigen Stammtorhüter Tim Howard.
2013 wechselte er nach Russland zu Krylja Sowetow Samara. Auch dort war er nur Reservetorhüter und wurde 2015 an Arsenal Tula verliehen. Im selben Jahr folgte die Rückkehr in seine slowakische Heimat zum ŠK Slovan Bratislava. In der Saison 2015/16 wurde er vereinsintern als Spieler der Saison ausgezeichnet. Nachdem er 2018 nach Schottland zu Hamilton Academical gewechselt war, beendete Mucha im Folgejahr seine aktive Karriere.

### Nationalmannschaft
Nach Einsätzen in der U-19- und U-21-Auswahl der Slowakei debütierte Ján Mucha am 6. Februar 2008 beim Freundschaftsspiel gegen Ungarn (1:1) für die slowakische A-Nationalmannschaft. Mit der Slowakischen Nationalmannschaft qualifizierte er sich für die WM 2010 in Südafrika. Bei diesem Turnier war er Stammtorhüter und absolvierte alle vier Spiele seiner Mannschaft.
Bei der Fußball-Europameisterschaft 2016 in Frankreich trug er zwar die Nummer 1 im Aufgebot der Slowakei, war aber nur Ersatz im Tor. Die beiden Ersatztorhüter waren die einzigen beiden Mitglieder des Kaders, die ohne Turniereinsatz blieben.

## Erfolge
- 1 × Polnischer Pokalsieger (2008)
- 1 × Polnischer Supercup (2008)
- 2 × Slowakischer Meister (2003, 2004)
- 1 × Slowakischer Supercup (2005)